# Ardmillan
Ardmillan è una zona residenziale di Edimburgo, Scozia. Confina con Dalry, Gorgie, e Polwarth.
Il nome deriva dal  Gaelico scozzese Aird a' Mhaolain.
Nel quartiere ci sono vari appartamenti, così come molti "Diggers" pub, così chiamati perché i becchini (gravediggers) del cimitero sito nelle vicinanze, erano soliti andare lì dopo i turni di lavoro.
Vi si trova anche una congregazione della Chiesa Metodista, oltre ad un moderno centro sanitario e relativi servizi.